# Erbsenbein

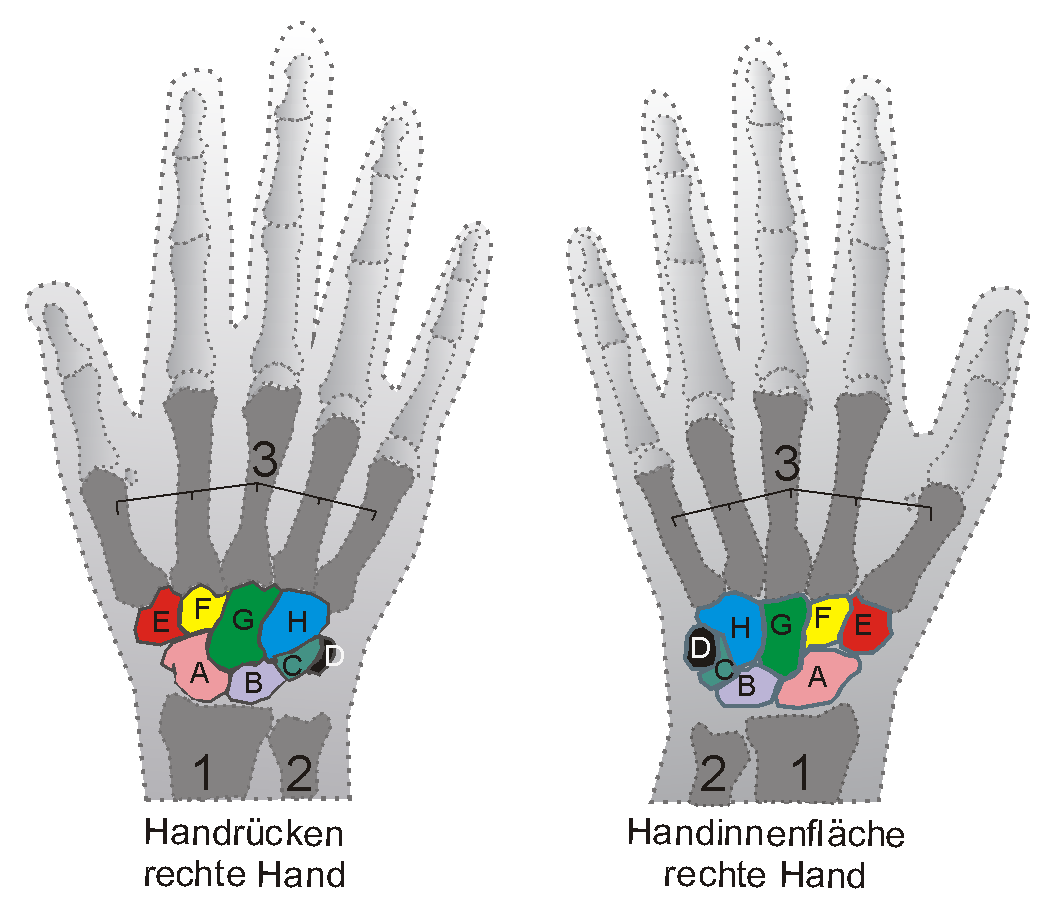

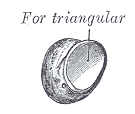
Zeichnung des linken Erbsensbeins mit Darstellung der Gelenkfläche, die mit dem Dreiecksbein in gelenkiger Verbindung steht.

Das rundliche Erbsenbein (lat. Os pisiforme, auch Os carpi accessorium von „zusätzlicher Handwurzelknochen“) ist der kleinste der acht Handwurzelknochen der Wirbeltiere und gehört der körpernahen (proximalen) Reihe dieser kurzen Knochen an.
Es befindet sich ganz seitlich (lateral) sowie körperfern (distal) der Elle (Ulna). Am körpernahen Ende des Kleinfingerballens ist das Erbsenbein von außen gut durch die Haut tastbar und bei den Drehbewegungen des Unterarmes (Pronation und Supination) lässt es sich auf dem Dreiecksbein (Os triquetrum), mit dem es auf der Handinnenfläche (palmar) eine gelenkige Verbindung eingeht, hin und her bewegen. Das Erbsenbein ist in die Sehne des Musculus flexor carpi ulnaris eingebettet und gehört damit zu den so genannten Sesambeinen. In dieser gelenkigen Verbindung sind, wegen guten Bandsicherung durch die Sehne des Musculus flexor carpi ulnaris und den beiden Bändern Ligamentum pisometacarpale und Ligamentum pisohamatum, nur sehr kleine Bewegungen möglich. Es handelt sich somit um ein straffes Gelenk (Amphiarthrose). Die Zugkräfte, welche vom Musculus flexor carpi ulnaris auf das Erbsenbein ausgeübt werden, werden von diesen beiden Bändern auf den Hamulus ossis hamati (ein hakenförmiger Fortsatz des Hakenbeins) und den 5. Mittelhandknochen (Os metacarpale V) weitergegeben, wodurch dieser seine Funktion erfüllen kann. Das Erbsenbein erfüllt dabei, wie es für Sesambeine typisch ist, eine Funktion als Umlenkrolle (Hypomochlion).
Das Gelenk zwischen Os triquetrum und Os pisiforme ist von einer eigenen Gelenkkapsel umgeben, die an den Knorpel-Knochen-Grenzen der beiden beteiligten Parteien ansetzt. Der Gelenkspalt hat häufig eine Verbindung zum Gelenkspalt des proximalen Handgelenks (Art. radiocarpalis). Durch diese Verbindungen können sich Entzündungen zwischen beiden Gelenken ausbreiten. In diesem Sinne kann sich eine Sehnenscheidenentzündung des Musculus flexor carpi ulnaris bis ins proximale Handgelenk ausweiten.